# バブル・アンド・スクイーク

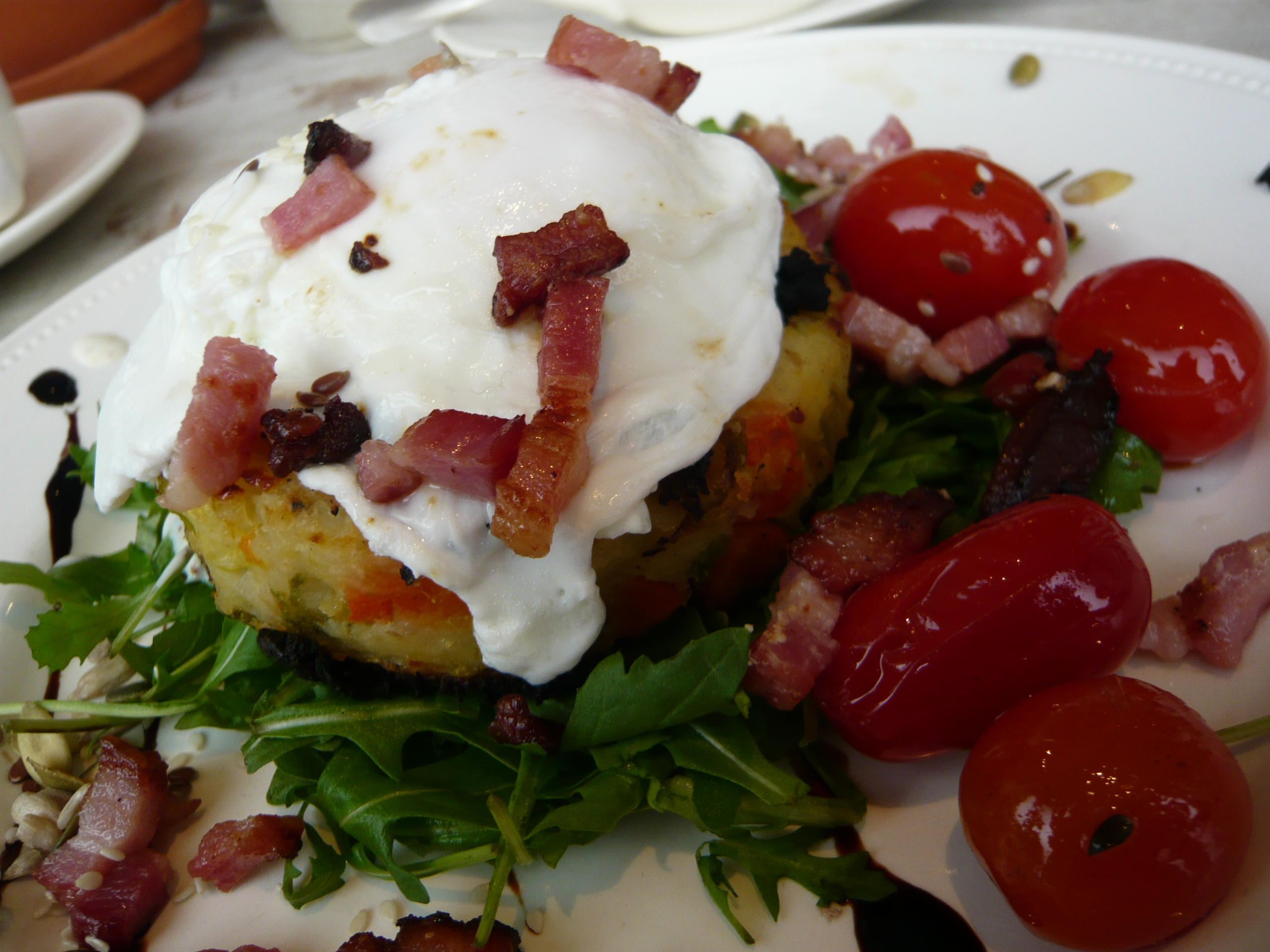
上にポーチドエッグをのせたバブル・アンド・スクイーク

バブル・アンド・スクイーク（英語: Bubble and squeak）は、ローストディナーに使用した残り物の野菜を軽く炒めて作る伝統的なイングランド料理である。
主な材料はジャガイモとメキャベツであるが、ニンジン、豆、キャベツなど残り物の野菜であれば何を使っても良い。細かく刻んだ野菜（肉を使用する場合は冷やした細切れ肉を使う）をマッシュポテトもしくはつぶしてローストしたジャガイモと共にフライパンで表面がきつね色になるまで炒める。料理の名称は調理の過程でグツグツ（Bubble）やキュッキュッ（Squeaking）といった音がすることに由来している。バブル・アンド・スクイークはサンデーローストの残り物の肉にピクルスやブラウンソースを添えて、もしくはフル・ブレックファストに添えて供されることが多い。
伝統的な調理法では肉もバブル・アンド・スクイークに加えていたが、現代では肉なしで作ることが一般的である。現代で知られている最古のレシピは1806年、マリア・ランデルによるものである。
バブル・アンド・スクイークという名称はイングランドで最初に使用されだした名前であり（スコットランドやアイルランドに関しては類似の料理の節を参照）、コモンウェルスの一部やアメリカ合衆国でも使われることがある。
バブル・アンド・スクイークは、ほとんどの食事を配給に頼っていた第二次世界大戦時に残り物を上手に処理できることから人気があった。現代では冷凍食品や缶詰としても販売されている。

## 類似の料理
- パナケルティ（イングランド北東部）
- ランブルディサンプス、ストーヴィーズ（英語版）、クラップショット（スコットランド）
- コルカノン（アイルランド）
- ストゥンプ（ベルギー）
- Calentado（コロンビア）
- ビクセマル（デンマーク）
- 農夫の朝食（ドイツ、オーストリア）
- スタンポット（オランダ）
- Roupa Velha（ポルトガル、ポルトガル語で古着を意味し、コジードの残り物から作る）
- Ropa Vieja（スペイン、スペイン語で古着を意味し、コシードの残り物から作る）
- トリンチャト（スペイン北東部のカタルーニャ州サルダーニャ地域、アンドラ）
- ピッティパンナ（スウェーデン、ノルウェー、フィンランド）
- ハッシュ（英語版）（アメリカ合衆国）